# La divisione della natura
La divisione della natura (in latino De Divisione Naturae) è il titolo dato da Thomas Gale alla sua edizione (1681) dell'opera originariamente intitolata Periphyseon dal teologo irlandese del IX secolo Giovanni Scoto Eriugena.

## Composizione
I lavori furono probabilmente completati intorno all'866-67. Ciò si basa su una dedica nel libro che identifica come frater (fratello) Wulfad , nominato vescovo nell'866, rendendo improbabile che Eriugena avrebbe usato un riferimento così casuale dopo quell'elevazione. L'opera non ebbe ampia diffusione durante la vita dell'autore. Eriugena è stato assistito da una, forse altre due persone nella stesura del libro, in base alla presenza di note a margine che indicano la calligrafia di due persone separate. Si ritiene che uno di questi fosse lo stesso Eriugena, mentre la sceneggiatura indica che il secondo scrittore era un irlandese.

## Le Quattro specie dellaNatura
L'opera è organizzata in cinque libri. Il piano originale era di dedicare un libro a ciascuna delle quattro divisioni, ma il tema della creazione richiedeva un ampliamento. La forma dell'esposizione è quella del dialogo; il metodo di ragionamento è il sillogismo. Natura è il nome dell'universale, la totalità di tutte le cose, contenente in sé l'essere e il non essere. È l'unità di cui tutti i fenomeni speciali sono manifestazioni.
All'interno di questa natura, Eriugena distingue quattro specie, sebbene teorizzi che la distinzione tra inizio, metà e fine sia il risultato dei limiti della comprensione umana, e che i tre siano essenzialmente un processo eterno. 

### Ciò che crea e non si crea
La prima delle nature di Eriugena è Dio come fondamento o origine di tutte le cose. Eriugena descrive la "creazione" del mondo come una vera e propria teofania, ovvero una manifestazione dell'Essenza di Dio nelle cose create. La creazione, per Eriugena, è un processo di dispiegamento della Natura Divina, in cui Dio si rivela alla mente attraverso l'intelletto, e ai sensi attraverso il mondo creato. 

### Ciò che si crea e crea
La seconda natura di Eriugena è il regno platonico delle cause o idee primordiali. Questi includono bontà, saggezza, intuizione (intuizione), comprensione, virtù, grandezza, potere e così via. 
Eriugena sostiene che Dio Padre li ha "creati" in Dio Figlio, e che essi a loro volta "creano" determinando la natura generica e specifica delle cose concrete visibili. Li descrive come, pur creati, identici a Dio, con il loro luogo in Dio Figlio, e quindi come cause operative e non semplicemente tipi statici. Alcuni critici interpretano Eriugena come se affermasse che le cause primordiali sono identiche a Dio Figlio.

### Ciò che si crea e non crea
Eriugena descrive la sua terza natura come il luogo dove il flusso della realtà, partito dalla prima natura e attraversata la seconda, entra nel regno dello spazio e del tempo. Qui le idee pure assumono il peso della materia e producono l'apparenza della realtà, divenendo soggette alla molteplicità, al cambiamento, all'imperfezione e al decadimento. In questo, Eriugena tenta una conciliazione del platonismo con le nozioni aristoteliche.

### Ciò che né si crea né crea
L'ultima delle nature di Eriugena è Dio come fine ultimo o meta di tutte le cose, ciò in cui infine ritorna il mondo delle cose create. Eriugena descrive il ritorno a Dio come un procedere attraverso i tre passi precedenti in ordine inverso: gli elementi diventano luce, la luce diventa vita, la vita diventa senso, il senso diventa ragione, la ragione diventa intelletto, l'intelletto diventa idee in Cristo, Parola di Dio, e attraverso Cristo ritorna all'unità di Dio da cui hanno avuto inizio tutti i processi della natura. Per Eriugena questa “incorporazione” in Cristo avviene per mezzo della grazia divina nella Chiesa, di cui Cristo è il capo invisibile.

## Eredità dell'opera
La Divisione della Natura può essere considerata una delle opere più rilevanti della filosofia medievale. Si presenta, come il libro di Alcuino, come un dialogo tra Maestro e Allievo. Eriugena anticipa Tommaso d'Aquino, il quale diceva che non si può conoscere e credere una cosa allo stesso tempo. Eriugena spiega che la ragione è necessaria per comprendere e interpretare la rivelazione. "L'autorità è la fonte della conoscenza", ma la ragione dell'uomo è la norma con cui si giudica ogni autorità.